# NGC 7452
NGC 7452 est une lointaine galaxie lenticulaire située dans la constellation des Poissons. Sa vitesse par rapport au fond diffus cosmologique est de 12 009 ± 26 km/s, ce qui correspond à une distance de Hubble de 177,1 ± 12,4 Mpc (∼578 millions d'al). NGC 7452 a été découverte par l'astronome américain Lewis Swift en 1884.

## Identification de NGC 7452

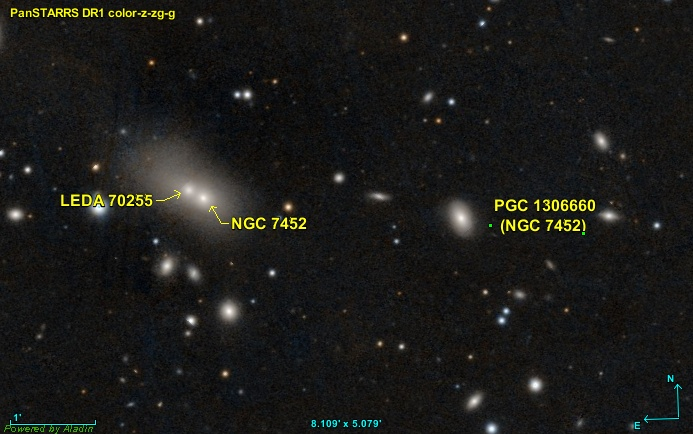
NGC 7452 selon Simbad.

La base de données Simbad, qui contient par ailleurs plusieurs erreurs d'identification, associe NGC 7452 à la galaxie LEDA 70261 située à environ 3° à l'est de NGC 7452.